# Elgin Automobile Company
Elgin Automobile Company war ein US-amerikanischer Hersteller von Automobilen.

## Unternehmensgeschichte
Eine Gruppe von Geschäftsleuten aus Chicago gründete 1899 das Unternehmen. Sie zogen in das Werk der aufgelösten Elgin Sewing Machine and Bicycle Company in Elgin in Illinois. Im gleichen Jahr begann die Produktion von Automobilen. Der Markenname lautete Winner. 1901 endete die Produktion. Insgesamt entstanden 15 Fahrzeuge.
Es bestand keine Verbindung zur Winner Motor Buggy Company, die ein paar Jahre später ebenfalls Personenkraftwagen als Winner vermarktete.

## Fahrzeuge
Die Fahrzeuge hatten einen Ottomotor. Zunächst war es ein Einzylindermotor mit 3 PS Leistung. Zum Schluss war es ein Zweizylindermotor. Der Aufbau war ein offener Runabout mit Platz für zwei Personen. Der Neupreis betrug 675 US-Dollar.